# Phrurolithus florentinus
Espèce
Phrurolithus florentinus est une espèce d'araignées aranéomorphes de la famille des Phrurolithidae.

## Distribution
Cette espèce est endémique de Toscane en Italie,. Elle se rencontre sur le mont Rinaldi.

## Description
La femelle holotype mesure 3,7 mm.

## Étymologie
Son nom d'espèce lui a été donné en référence au lieu de sa découverte, Florence.

## Publication originale
- Caporiacco, 1923 : Aracnidi dei dintorni di Firenze. Memorie della Società Entomologica Italiana, Genova, vol. 2, p. 177-226.